# كتاب الأغاني (شيجينغ)
يُعدّ كتاب الأغاني، المعروف أيضًا باسم شيجينغ أو شيه-تشينغ الذي يُترجم أحيانًا إلى كتاب الأشعار، أو يُعرف ببساطة باسم الأشعار (詩؛ شي)، أقدم مجموعة شعرية صينية موجودة، تضم 305 عملًا شعريًّا يعود إلى الفترة الممتدة من القرن الحادي عشر وحتى القرن السابع قبل الميلاد. وهو أحد «الكلاسيكيات الخمس» التي يُقال إن كونفوشيوس جَمعَها، ودرسها وحفظها علماء الصين والدول المجاورة على مدى ألفي عام. ويعد كذلك مصدر غني لـ تشنغيو (التعابير الكلاسيكية رباعية الأحرف) التي لا تزال جزءًا من الخطاب المعروف وحتى من اللغة الصينية اليومية. وقد خضعت أنماط قوافيه أيضًا للتحليل من خلال دراسة علم الأصوات في اللغة الصينية القديمة منذ عهد سلالة تشينغ الحاكمة.

## التسمية
تشير المراجع الأولية إلى المختارات تلك باسم الثلاثمائة قصيدة (shi، الشعر الصيني الكلاسيكي). وعُرفت القصائد الغنائية في البداية باسم جينغ، أو «الكتاب الكلاسيكي»، بالمعنى التقليدي الكلاسيكي الصيني، كجزء من تبنّي سلالة هان الحاكمة للكونفوشيوسية رسميًا، بوصفها مبدأ توجيهي للمجتمع الصيني. أصبحت كلمة shi ذاتها مصطلحًا عامًا للشعر في وقتٍ لاحق. أما في اللغة الإنجليزية، ونظرًا لعدم وجود مرادف دقيق لها في الصينية، تُترجم كلمة shi في هذا الصدد عمومًا إلى «قصيدة» أو «أغنية» أو «قصيدة غنائية». وقبل أن يصبح كتاب الأغاني عملًا كلاسيكيًا تقليديًا، كان يُعرف باسم الثلاثمائة أغنية أو الأغاني الثلاثمئة.

## المحتوى
يحتوي كتاب الأغاني على أقدم القصائد الصينية الموثقة زمنيًا. إذ يعود تاريخ معظم القصائد الغنائية إلى فترة تشو الغربية (771-1046 قبل الميلاد)، وقد استُّمدت من مقاطعات ومدن تقع حول منطقة تشونغيوان (السهول الوسطى). يُزعم أن القسم الأخير من «قصائد المديح لشانغ» هي أغانٍ شعائرية لسلالة شانغ الحاكمة تناقلها الأحفاد في ولاية سونغ، ولكنها تُعد عمومًا متأخرة جدًا في التاريخ. ووفقًا لعالم هان الشرقية تشنغ شوان، فإن أحدث مادة في شيجينغ كانت أغنية «بستان جذوع الأشجار» في «القصائد الغنائية لتشين» التي يعود تاريخها إلى منتصف فترة الربيع والخريف (نحو 700 قبل الميلاد).
يمكن تقسيم محتوى الشعر إلى قسمين رئيسين: «ثرثرات المدن»، و«قصائد المديح» و«الترانيم».
«ثرثرات المدن» هي كلمات قصيرة مكتوبة بلغة بسيطة، وعادةً ما تكون أغانٍ شعبية قديمة تُعبّر عن آراء عامة الناس. وكثيرًا ما تتحدث عن الحب والغزل، والشوق إلى حبيبٍ غائب، وعن الجنود في الحملات، والزراعة والأعمال المنزلية، والهجاء السياسي والاحتجاج. وتُعدّ أول أغنية من «ثرثرات المدن» بعنوان «صقر السمك» مثالًا معروفًا عن هذه الفئة. وقد علّق عليها كونفوشيوس، وحظيت بأهمية تفسيرية خاصة تقليديًا.
«تصيحُ صقور السمك جوان-جوان،
فوق جُزر الرمل في نهر الجريان.
يا عذراءَ ناعمةً نقيةَ الجَنان،
شريكة أميرٍ في أحلى الأزمان.
ينمو الجرجير هنا وهناك،
نقطفهُ من اليمين ومن اليسار.
يا عذراءَ ناعمةً نقيةَ الأخلاق،
مرغوبة في المنام والإِبصار.
يريدها، يسعى إليها، وبها لم يظفر،
في نومه وصحوِه بها يفكِّر،
يستغرق في فكره، ولا يستقر،
يتقلّب من جانبٍ إلى آخر.
جرجيرٌ ينمو هنا وهناك،
نقطفه من اليمين ومن اليسار،
فتاةٌ رقيقةٌ، نقيةٌ كالملاك،
نُهديها ألحانًا من قيثارات.
جرجيرٌ ينمو في كل مكان،
نقطفه من اليمين ومن اليسار،
فتاةٌ لطيفةٌ، نقيةٌ كالنهار،
يُسعدها قرع الطبول والأجراس».
_ قصيدة «صقر السمك»
تميل الأغاني، من ناحية أخرى، في قسمَي «الترانيم» و«قصائد المديح» إلى أن تكون قصائد شعائرية أطول أو أغانٍ تعبر عن طقوس التضحية، وعادةً ما تكون على شكل مديح بلاطي وترانيم أُسريّة تمجّد مؤسسي سلالة تشو الحاكمة. وتشتمل على ترانيم تُستخدم في طقوس التضحية وأغانٍ تستخدمها الطبقة الأرستقراطية في احتفالات التضحية أو في الولائم.
تشتمل «ترانيم البلاط» على كل من: «ترانيم البلاط الصغرى» و«ترانيم البلاط الكبرى». استخدم الأرستقراطيون معظم هذه القصائد للدعاء من أجل حصادٍ وفيرٍ في كل عام، ولعبادة الآلهة، وتبجيل أسلافهم.
إن مؤلفي «ترانيم البلاط الكبرى» هم من النبلاء غير الراضين عن الواقع السياسي. لذا، لم يقتصروا على كتابة قصائد تتعلق بالأعياد والعبادات والملاحم، بل عبّروا أيضًا عن مشاعر العامّة.
«آهٍ! كم هو جليلٌ ذاك الهيكل الوضيء،
والخدمُ الأجلّاء وقارهم في انسجامٍ بديع.
مهيبون، مهيبون أولئك الحاضرون الكرام،
ثابتون في فضيلة الملك وِن العظام.
يهلّلون لمن في السماء له الشكر،
يُسرعون إلى المعبد يلبّون الطُّهر.
عظيمُ المجد، جليل القدر والوقار».
_ قصيدة «الهيكل الوضّاء»

## النمط
سواءً كانت قصائد شيجينغ المتنوعة أغانٍ شعبية أم لم تكن، يبدو أنها «قد انتقلت جميعها عبر رجال الأدب في بلاط تشو الملكي». بمعنىً آخر، تُظهر هذه القصائد صقلًا أدبيًا شاملًا، إلى جانب اتساق في الأسلوب العام. وإن نحو 95% من أبيات ديوان الشعر مكتوبة بوزنٍ رباعي المقاطع، مع وقْفٍ (عروض) طفيفٍ بين المقطعين الثاني والثالث. وتميل الأبيات إلى الظهور على نحوٍ مترابط نَحَويًّا، مع وجود توازي عرضيّ، وعادةً ما تُقسّم القصائد الطويلة إلى مقطوعات شعرية متشابهة البنية.
تتكون جميع قصائد «المديح»، باستثناء ست منها، من مقطع واحد، وتُظهر «ترانيم البلاط» تباينًا كبيرًا في عدد المقاطع وأطوالها. لكن تتكون جميع تلك «الألحان» تقريبًا من ثلاثة مقاطع، وتُعدّ المقاطع ذات الأربعة أسطر الأكثر شيوعًا. ورغم وجود بعض الأبيات المتناغمة، لكنّ النمط القياسي في هذه المقاطع ذات الأربعة أسطر يتطلب قافية بين السطرين الثاني والرابع. وغالبًا ما تتناغم الأسطر الأولى أو الثالثة مع هذه المقاطع، أو مع بعضها بعضًا. عُرف هذا الأسلوب لاحقًا باسم أسلوب «شي» في معظم تاريخ الصين.
من سمات قصائد كتاب الأغاني ميله إلى «عناصر التكرار والتنويع». وهذا يؤدي إلى «تغيير في أوجه التشابه والاختلاف في البنية الشكلية: ففي المقاطع المتتالية، تُكرر بعض الأسطر والعبارات حرفيًا، بينما تختلف أخرى من مقطع إلى آخر». ومن السمات المميزة أن الأسطر المتوازية أو المتطابقة نحويًا داخل قصيدة معينة تشترك في الكلمات (أو الحروف) المتطابقة إلى حدٍّ كبير، على عكس حصر التوازي بين الأسطر في استخدام المطابقة النحوية للكلمات في سطرٍ واحد مع الكلمة الأخرى في ذات الموضع في السطر المقابل؛ ولكن ليس باستخدام الكلمة (الكلمات) المتطابقة ذاتها. ومع حلول عصر شعر تانغ، كان منع التكرار اللفظي داخل القصيدة أحد القواعد التي تميز الشعر القديم عن الشعر الجديد المُنظَّم.
تختلف أعمال كتاب الأغاني في سماتها الغنائية، وهو ما يرتبط بالمصاحبة الموسيقية التي أُديت بها في بداياتها. أُديت أغاني «الترانيم» و«المديح»، وهما أقدم مادة في الشعر، بمصاحبة بطيئة وثقيلة من الأجراس والطبول والأجراس الحجرية. لكن فُقدت هذه النوتات الموسيقية أو الرقصات اللاحقة التي رافقت قصائد شيجينغ.
جميع أغاني ديوان الشعر هذا مُقفّاة تقريبًا، مع قافيةٍ في نهايتها، بالإضافة إلى قافية داخلية متكررة. وبينما لا تزال بعض هذه الأبيات مُقفّاة في اللهجات الصينية الحديثة، فقد استغنت أغانٍ أخرى عن القافية مع حلول العصر الصيني الأوسط.
لا يزال كل من المقطع الثاني والثالث من القصائد متناغمين في اللغة الصينية القياسية الحديثة، حتى أن كلمات القافية تحمل النبرة ذاتها، لكنّ المقطع الأول لا يتناغم في الصينية الوسطى أو أي نوع حديث آخر. وقد عُزيت هذه الحالات إلى تراخي في استخدام القافية حتى جادل الباحث تشين دي، من أواخر عهد سلالة مينغ، بأن القوافي الأصلية قد حُجبت بسبب تغيّر اللفظ. ومنذ ذلك الحين، حلل الباحثون أنماط القافية في القصيدة كدليل حاسم على إعادة بناء علم الأصوات الصيني القديم.
حددت الدراسات التقليدية لكتاب الأغاني ثلاثة أساليب أدبية رئيسة مُستخدَمة: السرد المباشر (fù 賦)، والمقارنات الصريحة (bǐ 比)، والمقارنات الضمنية (xìng 興). وتميل قصائد كتاب الأغاني إلى اتباع أنماط نمطية معينة في كل من القافية والإيقاع، مع استخدام كبير للصور المستمدة غالبًا من الطبيعة.